# Taiwanische Badmintonmeisterschaft 1973
Die Taiwanische Badmintonmeisterschaft der Saison 1972/1973 fand vom 9. bis zum 12. November 1972 statt. Es war die 18. Auflage der nationalen Titelkämpfe von Taiwan im Badminton.

## Titelträger
| Disziplin    | Sieger                                |
| ------------ | ------------------------------------- |
| Herreneinzel | Liao Kun-fu                           |
| Dameneinzel  | Yu Yuk Geor                           |
| Herrendoppel | Cheng Chun-yen 廖灩村 (Liao Yen-tsun) |
| Damendoppel  | Yu Yuk Geor Lim Shour                 |